# 台湾樫木
台湾樫木（学名：Dysoxylum kusukusuense）为楝科樫木属下的一个种。

## 扩展阅读
- 維基物種上的相關：台湾樫木